# Hasta encontrarte
Hasta encontrarte es una telenovela chilena, producida por Chilefilms y estrenada por Mega entre el 22 de junio de 2022, y el 12 de diciembre de 2022, sucediendo en el horario diurno a Verdades ocultas.

## Sinopsis
Catalina, una joven de clase alta, vive un amor prohibido con Lautaro, pero su madre, Piedad, se opone a la relación por el origen mapuche de él. Tras el secuestro de su hija recién nacida, Catalina cae en una profunda depresión, creyendo que la bebé ha muerto. Años después, ya casada con Cristóbal, Catalina se encuentra con Lautaro y descubre que su hija podría estar viva. Juntos luchan por encontrarla, mientras la niña, Muriel, ha sido criada por Asunción, su madre adoptiva, que la ha hecho creer que es su hija biológica.

## Reparto
Una lista completa del reparto confirmado se publicó a través de Mega el 14 de junio de 2022.

### Principales
- Luz Valdivieso como Catalina Cienfuegos
- Daniel Alcaíno como Lautaro Cáceres
- Sigrid Alegría como Asunción Echenique
- Álvaro Morales como Esteban Ugalde
- Coca Guazzini como Piedad Azócar
- Alejandro Trejo como Francisco Echenique
- César Sepúlveda como Cristóbal Gaete
- Lorena Capetillo como Pamela Castaño
- Francisco Ossa como Jaime Benavente
- Gabriel Prieto como Anselmo Cáceres
- Valentina Acuña como Muriel Benavente
- Andrew Bargsted como Iván Calfu
- Juan Carlos Maldonado como Gabriel Ugalde
- Catalina Benítez como Montserrat Gaete
- Helen Mrugalski como Blanca Gaete
- Javier Saavedra como Manuel Cáceres

### Recurrentes e invitados especiales
- Patricio Achurra como Dr. Ramiro Lozano[5]
- María Elena Duvauchelle como Elsa Román
- Osvaldo Silva como Gonzalo Cienfuegos
- María José Prieto como Vanessa Santis
- Octavia Bernasconi como Catalina (joven)
- Max Salgado como Lautaro (joven)
- Oliver Borner como Cristóbal (joven)

## Audiencia
| Año  | Emisión original    | Emisión original | Emisión original        | Emisión original | Espectadores | Total cuota% |
| Año  | Estreno             | Cuota%           | Término                 | Cuota%           | Espectadores | Total cuota% |
| ---- | ------------------- | ---------------- | ----------------------- | ---------------- | ------------ | ------------ |
| 2022 | 22 de junio de 2022 | 18,8%            | 12 de diciembre de 2022 | 16,2%            | —            | 12,1%        |

## Premios y nominaciones
| Año  | Premio               | Categoría                              | Nominado        | Resultado |
| ---- | -------------------- | -------------------------------------- | --------------- | --------- |
| 2024 | 7.º Premios Caleuche | Mejor actriz protagónica en teleseries | Luz Valdivieso  | Nominada  |
| 2024 | 7.º Premios Caleuche | Mejor actriz de soporte en teleseries  | Coca Guazzini   | Nominada  |
| 2024 | 7.º Premios Caleuche | Mejor actor de soporte en teleseries   | Alejandro Trejo | Nominada  |
| 2024 | 7.º Premios Caleuche | Mejor actor de soporte en teleseries   | César Sepúlveda | Nominada  |